# Boris Kuznecov
Boris Dmitrievič Kuznecov (in russo Борис Дмитриевич Кузнецов?; Mosca, 14 luglio 1928 – Mosca, 3 dicembre 1999) è stato un calciatore sovietico, dal 1991 russo, di ruolo difensore. Campione Olimpico con la Nazionale sovietica nel 1956.

## Caratteristiche tecniche
Giocava come terzino sinistro, ed era uno dei migliori interpreti sovietici del ruolo negli anni cinquanta, grazie al suo stile di gioco deciso e intenso. Grazie alla sua abilità tattica riuscì a colmare le sue lacune nel limitare l'irruenza nei contrasti, che gli causò comunque diverse sanzioni disciplinari.

## Carriera

### Club
Debuttò nel 1947 con l'MVO di Mosca, sua città natale, e dopo un'esperienza nella squadra riserve del CSKA Mosca divenne un importante elemento della Dinamo Mosca, componendo un affidabile trio difensivo con Kesarev e Križevskij. Nel 1961 ha concluso la carriera, superando le 150 presenze con il club moscovita.

### Nazionale
Venne convocato per la prima volta nel 1954, partecipando in seguito alla vittoriosa campagna durante le Olimpiadi di Melbourne 1956. Due anni dopo partecipò al campionato del mondo 1958 tenutosi in Svezia, assumendosi l'onere di marcare Garrincha nella partita contro il Brasile. La sua carriera in Nazionale terminò nel 1959, con 26 presenze all'attivo.

## Palmarès

### Club
- Campionato sovietico: 4

Dinamo Mosca: 1954, 1955, 1957, 1959
- Coppa dell'URSS: 1

Dinamo Mosca: 1953

### Nazionale
- Oro olimpico: 1

Melbourne 1956